# Hans Ostelius
Hans Arvid Ostelius, född 15 juni 1904 i Ystad, död 5 februari 1994 i Helsingborg, var en svensk författare, kåsör och jorden runt-resenär. Han uppmärksammades för sina personligt hållna kåserier och föredrag, bland annat i radio under 1940-talet. Ostelius verkade även som översättare.
Hans Ostelius är begravd på Örsjö kyrkogård i Skåne.